# Alena Klvaňová
Alena Klvaňová, rozená Alena Pazderová (* 1978 Liberec) je česká ornitoložka, kroužkovatelka a pracovnice České společnosti ornitologické, která se zabývá monitoringem běžných druhů ptáků v České republice a v Evropě.

## Životopis
Narodila se v Liberci. Oba rodiče ji vedli od dětství k lásce k přírodě. Ráda četla knihy Geralda Durrella, který se stal jejím velkým vzorem. Díky dobrému umístění v biologické olympiádě na základní škole se dostala do ornitologického kroužku ve Stanici mladých přírodovědců v Praze 5.
V letech 1998 až 2011 studovala zoologii na Přírodovědecké fakultě Univerzity Karlovy v Praze.  Při studiu dělala pět let průvodkyni v pražské zoologické zahradě. S několika dalšími spolužáky měla možnost strávit tři měsíce na Madagaskaru, kde v rezervaci v pralese Vohimana mapovali ptáky.
V letech 2002 až 2006 působila na Přírodovědecké fakultě jako odborná asistentka. Během doktorského studia se zabývala antipredačním chováním a pohlavním výběrem u vrabce domácího. Od roku 2006 pracuje jako šéfredaktorka časopisu Ptačí svět v České společnosti ornitologické. Je autorkou, spoluautorkou, editorkou, spolueditorkou a překladatelkou populárně-naučných, odborných a vědeckých publikací.
V České společnosti ornitologické se zabývá projektem Celoevropského monitoringu běžných druhů ptáků (PanEuropean Common Bird Monitoring Scheme). Od ledna roku 2019 působí na pozici vedoucí Oddělení mezinárodního monitoringu a výzkumu ČSO.
Dlouhodobě se věnuje také sčítání ptáků v Česku a mapování jejich hnízdního rozšíření. Kromě toho je také kroužkovatelkou Kroužkovací stanice Národního muzea.

## Dílo
Je autorkou textů ve významné ornitologické monografii Ptáci 3/I (2011). Je editorkou průvodce Kam za ptáky v České republice (2017), spoluautorkou příručky Ptáci lidských sídel (2020) a autorkou odborného překladu knihy Tima Birkheada Ptačí smysl: jaké to je být ptákem (2020).
Ve významném ornitologickém díle European Breeding Bird Atlas 2: Distribution, Abundance and Change (2020) je uváděna jako spolueditorka; mimo jiné se na publikaci podílela jako artwork koordinátorka ilustrací.
Působí ve výboru Evropské rady pro sčítání ptáků (European Bird Census Council, EBCC).

## Ocenění
Je spoludržitelkou Ceny ČSO udělené v roce 2021 členům autorského týmu druhého evropského atlasu hnízdního rozšíření ptáků (Petr Voříšek, Alena Klvaňová, Jana Škorpilová, Martin Kupka a Marina Kipson).